# Umberto Padroni
Umberto Padroni (Milano, 13 settembre 1934) è un critico musicale, scrittore e musicologo italiano.

## Biografia
Nasce da Attilio tecnico telefonico e Carlotta Fuini; studia pianoforte, «...tra un bombardamento e l'altro...», nella Milano del 1944.Nel dopoguerra viene affidato alla pianista e violinista Ada Mandelli che ne affina la tecnica pianistica e lo introduce concretamente alla musica.
Nel gennaio 1951 assiste a una rappresentazione scaligera del Tannhäuser di Wagner diretta da Herbert von Karajan che lo entusiasma e lo convince a proseguire gli studi musicali.Affronta quindi lo studio di armonia, contrappunto e composizione con Vittorio Fellegara poi, assolti i doveri del servizio militare di leva, a quel tempo obbligatorio in Italia, nel 1959 si trasferisce a Roma dove per vivere accetta l'incarico di bibliotecario presso un'istituzione pubblica. Nel 1960 si sposa con Regina Priori, dalla cui unione nasceranno Carlotta e Matteo.

Nell'ambiente musicale romano stringe amicizia con uomini come Erasmo Valente, Boris Porena, Sergiu Celibidache, Giancarlo Rostirolla, Giorgio Vigolo, Libero de Libero, Beniamino Dal Fabbro.
Svolge incarichi di cronista musicale, critico, recensore e inviato per quotidiani e periodici, tra cui: “l'Unità” (1973 - 1988), “Nuova Rivista Musicale Italiana” (dal 1982), “Piano Time” (1983 - 1990), “Beni Culturali e Ambiente” (1987 - 1992), “Almanacco della Cometa” (1993 - 1995), “Suono” (1990 - 2015), “Applausi” (1993 - 1995).  Attento studioso di Toscanini scrive, nel marzo 2007, un articolo sul Maestro per il bimestrale online “Consaq@” edito a cura del Conservatorio Alfredo Casella de L'Aquila. 

Nel 2004 pubblica il volume "Maestri senza suono", una rassegna di ritratti e interviste con Claudio Arrau, Paul Badura-Skoda, Sergiu Celibidache, Aldo Ciccolini, Beniamino Dal Fabbro, Franco Ferrara, Gianandrea Gavazzeni, Zubin Mehta, Nicola Rossi-Lemeni.
 
Nel 2009 pubblica  “Sergiu Celibidache la fenomenologia per l’uomo”, frutto di una lunga amicizia e frequentazione; una biografia che «...si intreccia con le tappe luminose della carriera, con le linee forti e coerenti del pensiero, con il luminoso rigore pedagogico in un viluppo indissolubile e ostile all’analisi...»

### Annotazioni
1. ↑  «...[Uomini] che, per diversa via, gli suggeriscono sicure coordinate per il suo futuro percorso...»
2. ↑  Nel suo articolo Umberto Padroni ricorda di aver presenziato, appena diciottenne, al concerto toscaniniano del 19 settembre 1952, ultima comparsa del grande maestro parmense sul palcoscenico del Teatro alla Scala.

### Fonti
1. 1 2 3 4 5   Umberto Padroni, Maestri senza suono, Roma, Edizioni della Cometa, 2007,  p. Risv.I.
2. 1 2   Enzo Fantin, Umberto Padroni, l'intervista, in Musica e Scuola, Anno XXIII, n. 9, 15 maggio 2009,  pp. 6-9.
3. ↑   Umberto Padroni, Toscanini vive! (PDF), su Conservatorio Musicale Alfredo Casella - L'Aquila (a cura di), Conservatorio Musicale Alfredo Casella - L'Aquila, 1º marzo 2007,  p. 11. URL consultato il 23 dicembre 2023.
4. ↑   Umberto Padroni, Sergiu Celibidache la fenomenologia per l’uomo, Varese, Edizioni Zecchini, 2007,  p. 234, ISBN 978-88-87203-75-2.